# Amerikansk mastodont
Ska inte förväxlas med Columbiamammut (ibland kallad Amerikansk mammut) som tillhör ett annat släkte.
Amerikansk mastodont (Mammut americanum) är en utdöd art inom ordningen elefantdjur.
Den amerikanska mastodonten var vanlig i Nordamerika under kvartärtid och levde kvar där ännu under postglacial tid då människan anlände. Den var lite mindre än nutida elefanter men kraftigare byggd och hade stora böjda betar. Liksom Ullhårig mammut var den troligen långhårig.
Arten nådde uppskattningsvis en längd av 4,5 meter, en mankhöjd av 3 meter och en vikt av 5,5 ton. Djurets betar blev upp till 5 meter långa och de var böjda, men inte lika krökt som hos mammutar. Den tydligaste skillnaden mot mammutar och dagens elefanter var kindtänderna. De hade konformiga spetsar på toppen vad som gjorde de lämpliga för att äta löv och kvistar. Allmänt hittades bara ett fossil per fyndplats och därför antas att individerna levde ensam utanför parningstiden.
Grunden för artens utdöende är inte helt klarlagd men som möjliga orsaker utpekas klimatförändringar, jakt från förhistoriska människor och sjukdomar som tuberkulos.

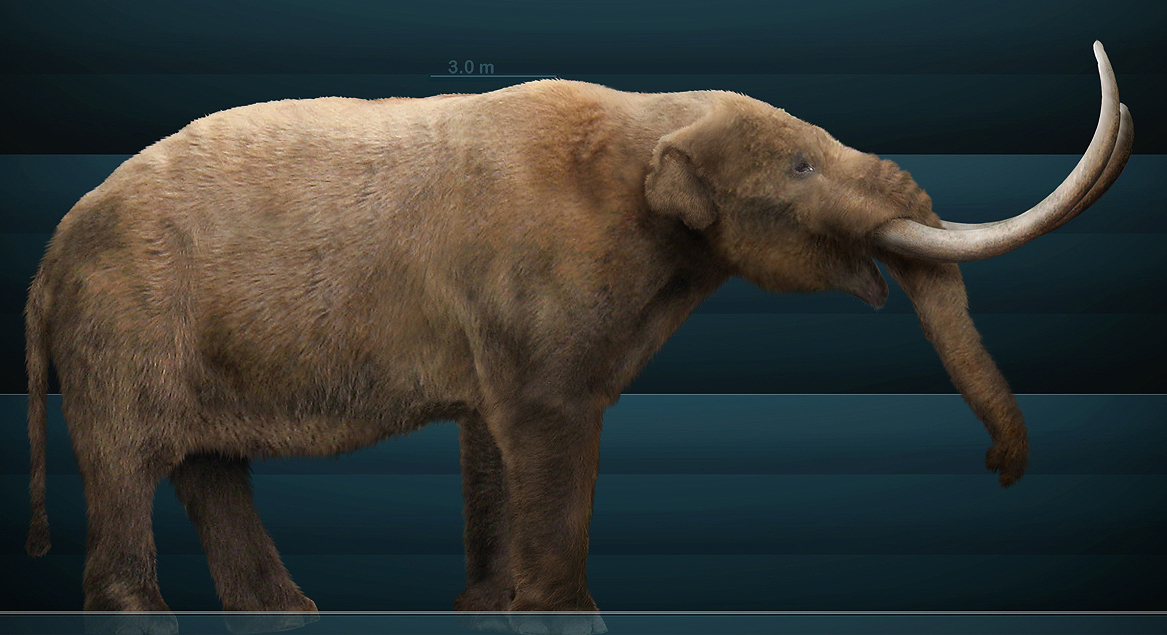
Grafisk rekonstruktion av amerikansk mastodont (Mammut americanum)